# Маар

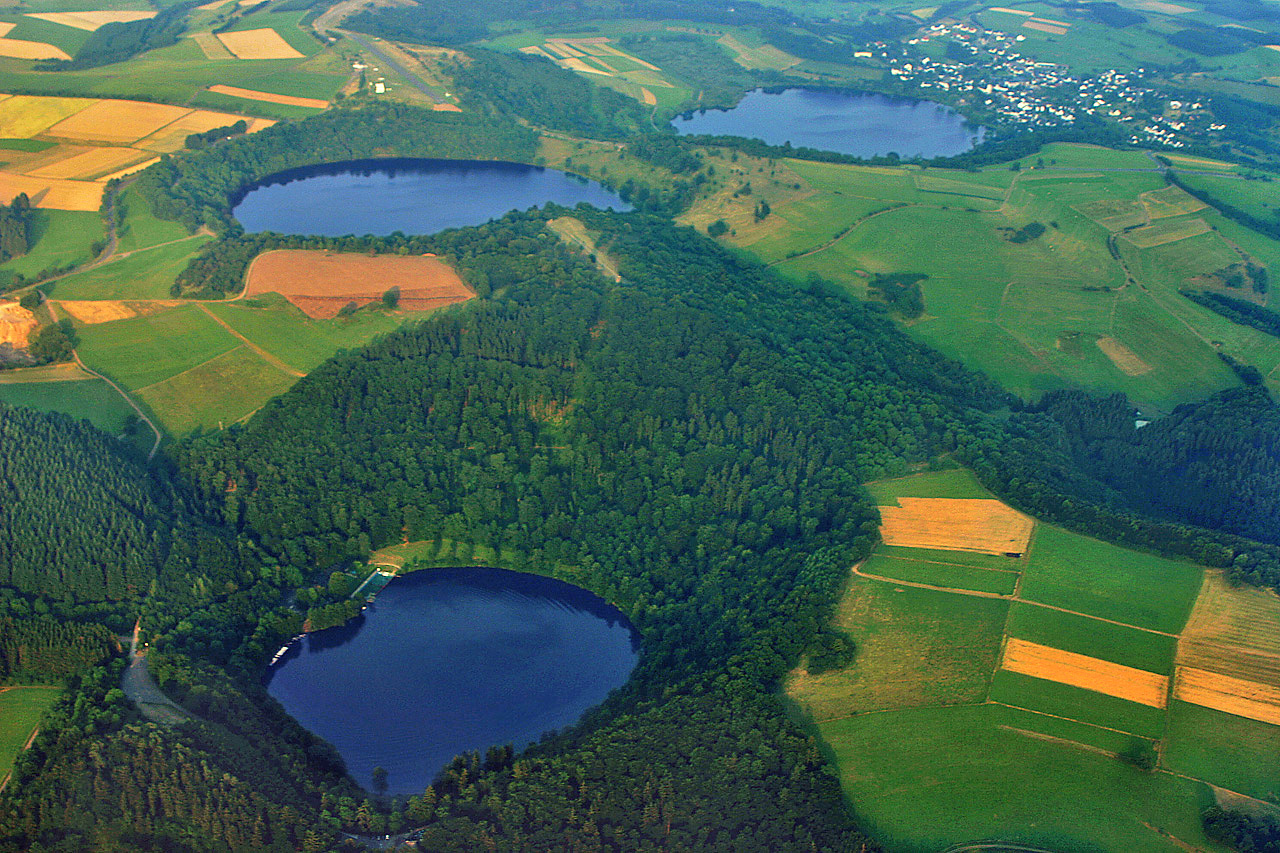
Группа из трёх крупных мааров вулканического района Айфель

Маа́р — относительно плоскодонный кратер взрыва с жерлом без конуса, но окружённый невысоким валом из рыхлых продуктов извержения, представляющих собой горные породы, слагающие стенки жерла.

## Описание
Маары иногда заполнены водой. Диаметр маара колеблется от 200 до 3200 м, глубина — от 150 до 400 м. Маары образуются в результате одного взрыва, причиной которого является фреатическое извержение, когда грунтовые воды контактируют с разогретыми породами. Для них характерно незначительное развитие шлаковой постройки, отсутствие вытекающего из него лавового потока, короткий период извержения и большая сила взрыва.
В вулканическом районе Айфель (англ. Vulkan Eifel) — части хребта Айфель — расположены 25 мааров, многие из которых довольно крупные и заполнены водой, представляя собой озёра. Немало мааров лежит на плато Атертон в северном Квинсленде, в том числе крупные — озеро Баррин (103,5 га) и озеро Ичем (50,3 га). Один из мааров Камчатки диаметром 1,65 км, образовавшийся в кальдере вулкана Узон, заполнен водами озера Дальнее.